# Шумовецька сільська рада
Шумове́цька сільська́ ра́да — адміністративно-територіальна одиниця та орган місцевого самоврядування у Хмельницькому районі Хмельницької області. Адміністративний центр — село Шумівці.

## Загальні відомості
- Територія ради: 14,11 км²
- Населення ради: 635 осіб (станом на 2001 рік)
- Територією ради протікає річка Вовк

## Населені пункти
Сільській раді підпорядковані населені пункти:
- с. Шумівці

## Склад ради
Рада складається з 16 депутатів та голови.
- Голова ради: Попіль Олександр Павлович
- Секретар ради: Борис Катерина Григорівна

### Керівний склад попередніх скликань
| Прізвище, ім'я, по батькові | Основні відомості                                                          | Дата обрання | Дата звільнення |
| --------------------------- | -------------------------------------------------------------------------- | ------------ | --------------- |
| Попіль Галина Василівна     | Сільський голова, 1954 року народження, член Соціалістичної партії України | 26.03.2006   | 31.10.2010      |
| Попіль Олександр Павлович   | Сільський голова, 1970 року народження, освіта вища, безпартійний          | 31.10.2010   |                 |

Примітка: таблиця складена за даними сайту Верховної Ради України

### Депутати
За результатами місцевих виборів 2010 року депутатами ради стали:

#### За суб'єктами висування
| Суб'єкт висування                                   | Кількість обраних депутатів | %    |
| --------------------------------------------------- | --------------------------- | ---- |
| Самовисування                                       | 12                          | 75   |
| Народна партія                                      | 2                           | 12,5 |
| Політична партія Всеукраїнське об'єднання «Свобода» | 2                           | 12,5 |

#### За округами
| № округу                                            | Прізвище, ім'я, по батькові    | Дата визнання обраним | Освіта             | Партійна приналежність                    | Відомості про обраного депутата              |
| --------------------------------------------------- | ------------------------------ | --------------------- | ------------------ | ----------------------------------------- | -------------------------------------------- |
| Народна Партія                                      |                                |                       |                    |                                           |                                              |
| 6                                                   | Кухта Ольга Юхимівна           | 02.11.2010            | середня            | позапартійна                              | СОТОВ «Шумовецьке», обліковець               |
| 15                                                  | Вишневська Антоніна Петрівна   | 02.11.2010            | середня            | позапартійна                              | тимчасово не працює                          |
| Політична партія Всеукраїнське об'єднання «Свобода» |                                |                       |                    |                                           |                                              |
| 4                                                   | Дзюбій Дмитро Вікторович       | 02.11.2010            | середня            | член Всеукраїнського об'єднання «Свобода» | тимчасово не працює                          |
| 7                                                   | Волков Анатолій Васильович     | 02.11.2010            | середня            | член Всеукраїнського об'єднання «Свобода» | тимчасово не працює                          |
| Самовисування                                       |                                |                       |                    |                                           |                                              |
| 1                                                   | Шимкова Ніна Василівна         | 02.11.2010            | середня            | позапартійна                              | Шумовецька сільська рада, касир-прибиральния |
| 2                                                   | Грейцар Галина Борисівна       | 02.11.2010            | середня            | позапартійна                              | Шумовецька сільська рада, секретар           |
| 3                                                   | Петришен Микола Петрович       | 02.11.2010            | середня            | позапартійний                             | Аеропорт «Хмельницький», начальник варти     |
| 5                                                   | Слободян Ганна Миколаївна      | 02.11.2010            | середня спеціальна | позапартійна                              | ФП с. Шумівці, завідувач                     |
| 8                                                   | Купрата Вікторія Костянтинівна | 02.11.2010            | вища               | позапартійна                              | Шумовецька сільська рада, гол.бухгалтер      |
| 9                                                   | Построєнко Інна Максимівна     | 02.11.2010            | незакінчена вища   | позапартійна                              | Шумовецька загальноосвітня школа, директор   |
| 10                                                  | Кабачинський Микола Степанович | 02.11.2010            | середня            | позапартійний                             | приватний підприємець                        |
| 11                                                  | Шевчук Юрій Володимирович      | 02.11.2010            | середня            | позапартійний                             | тимчасово не працює                          |
| 12                                                  | Тислюк Ніна Вікторівна         | 02.11.2010            | середня спеціальна | позапартійна                              | тимчасово не працює                          |
| 13                                                  | Борис Катерина Григорівна      | 02.11.2010            | вища               | позапартійна                              | Шумовецький ДНЗ, вихователь                  |
| 14                                                  | Рудик Арсен Степанович         | 02.11.2010            | середня            | позапартійний                             | пенсіонер                                    |
| 16                                                  | Купратий Олександр Миколайович | 02.11.2010            | середня            | позапартійний                             | СТОВ «Шумовецьке», механізатор               |